# Port d'Aiguablava
El port d'Aiguablava, o port de Fornells, és un port esportiu situat al nucli de Fornells, dins del terme municipal de Begur (Baix Empordà). N'és el titular l'organisme de Ports de la Generalitat i explotat en règim de concessió administrativa pel Club Nàutic Aiguablava. Té una superfície de 3.257 m², dels quals 1.907 m² corresponen a mirall d’aigua i la resta de 1.350 m² són d'ocupació en terra. Va ser construït el 1969 pel Club Nàutic Aiguablava, que l'explota des d'aleshores. És el port més petit de Catalunya, amb 61 punts d'amarratge, 6 dels quals són de lloguer.
La bocana té una amplada de 8 m i un calat d'1,8 m. El calat interior és d'1,5 m i admet embarcacions de fins a 6 m d'eslora. L'accés és fàcil, però cal tenir en compte al sud els afloraments rocosos del Furió d'Aigua Gelida i al nord el del Furió de Fitó. El port disposa dels serveis bàsics per a atendre petites embarcacions, com una grua de cinc tones i gasolinera, així com serveis mecànics.
Està guardonat amb el distintiu de bandera blava.